# Xã Cleveland Run, Quận Cheyenne, Kansas
Xã Cleveland Run (tiếng Anh: Cleveland Run Township) là một xã thuộc quận Cheyenne, tiểu bang Kansas, Hoa Kỳ. Năm 2010, dân số của xã này là 54 người.